# Ворфилд (Кентаки)
Ворфилд (енгл. Warfield) град је у америчкој савезној држави Кентаки.

## Демографија
По попису из 2010. године број становника је 269, што је 15 (-5,3%) становника мање него 2000. године.
| Група             | 2000.       | 2010.       |
| Белци             | 283 (99,6%) | 267 (99,3%) |
| Афроамериканци    | 0 (0,0%)    | 0 (0,0%)    |
| Азијати           | 0 (0,0%)    | 0 (0,0%)    |
| Хиспаноамериканци | 1 (0,4%)    | 2 (0,7%)    |
| Укупно            | 284         | 269         |